# Peter Crouch
Peter James Crouch (Macclesfield, Cheshire, 1981. január 30. –) angol labdarúgó. 201 cm-es magasságával ő volt a legmagasabb játékos az angol válogatott történetében, és a legmagasabb játékos a Premier League-ben. Korábban góljai után robottáncot járt, amivel nagy népszerűségre tett szert a szurkolók körében.

## Pályafutása

### Klubjai

#### Queens Park Rangers
2000. július 28-án, 60 000 font ellenében, a Tottenham Hotspur csapatából, a QPR-hoz igazolt, mely csapatnak gyerekkora óta nagy szurkolója volt.
A 2000–2001-es szezonban 10 gólt szerzett új csapatában, de ez sem volt elég a csapat Division 1-ból (mai Championship) való kiesésének elkerüléséhez. Ez pedig azt jelentette, hogy a klub kénytelen volt megválni legjobb játékosaitól, így Peter Crouchtól is, aki 1,25 millió fontért igazolt a Portsmouth gárdájába.

#### Portsmouth
Mindössze egy évet töltött a csapatnál, 37-szer jutott játéklehetőséghez, és 18-szor volt eredményes. 2002 márciusában azonban 5 millió fontért, a Premier League-ben szereplő Aston Villa gárdájához került.

#### Aston Villa
Crouch hamar kivívta a birminghami közönség szimpátiáját, amikor első hazai mérkőzésén ő szerezte meg a Villa egyenlítő gólját a Newcastle ellen. A folytatás azonban már nem sikerült ilyen jóra, az elkövetkezendő 6 mérkőzésen mindössze egy gólra volt képes, így valószínűvé vált, hogy a szezon hátralévő részében nem juthatna állandó játéklehetőséghez az Aston Villánál, ezért 2003 szeptemberében 3 hónapra a másodosztályú Norwich City gárdájához került kölcsönbe. Itt annak ellenére, hogy csak 4 gólt szerzett 15 mérkőzésen, nagy népszerűségre tett szert a 'Kanárik' szurkolói körében, még egy dalt is írtak róla (he's tall, he's lean, he's a freaky goal machine). A három hónapos kölcsönszerződés lejárta után visszatért a Villához, de a szezon végén ismét klubot váltott, 2 millió fontért került a Southampton együtteséhez. Az Aston Villánál összesen 37 alkalommal lépett pályára, de mindössze 6 gólt szerzett.

#### Southampton
Debütáló mérkőzésén csapata 2–0-s vereséget szenvedett Crouch előző csapatától, a Villától, majd 2005. január 29-én az FA Kupa negyedik körében ő szerezte – büntetőből – a győztes találatot egy másik korábbi klubja, a Portsmouth ellen.
Annak ellenére, hogy 33 mérkőzés alatt 16 gólt szerzett, a szezon végén kérdésessé vált a jövője, mert a Southampton kiesett a Premier League-ből. A szezon második felében egyértelműen Crouch vált a csapat húzóemberévé, sőt, az egész Premier League legjobban teljesítő angol csatára volt ebben az időszakban. Rengeteg fontos gólt szerzett, amelyek reményt adtak a Southamptonnak a kiesés elkerülésére, például a Liverpool elleni 2–0-s hazai siker, az Arsenal elleni 1–1-es döntetlen, és a Middlesbrough elleni 3–1-es győzelem alkalmával szerzett találatai is ezek közé tartoztak. A „Szentek”-nél mutatott remek formájának hatására meghívót kapott az angol válogatottba.

#### Liverpool
2005. július 19-én a Southampton rábólintott a Liverpool 7 millió fontos ajánlatára, Peter Crouch 4 éves kontraktust kötött a Mersey-parti gárdával. Első meccsét még július 26-án játszotta, de első góljára december 3-áig kellett várni. Utána azonban minden terv szerint haladt, bár az idény végéig mindössze 9 gólig jutott, a Liverpool szakvezetőjét, Rafael Benítezt meggyőzte teljesítménye.

#### Portsmouth másodszor
2008-ban igazolt másodjára a Portsmouth FC csapatába. A szezonban minden bajnokin kezdő volt, tíz gólt lőtt. Érdekesség továbbá, hogy öt bajnoki meccsen cserélték le, ezt leszámítva harminchárom teljes mérkőzést végigjátszott.

#### Tottenham
2009-ben visszatért nevelőegyesületébe, a Spursbe. Harry Redknapp csapatában ugyan a bajnokság során szintén minden meccsen játszott, főleg csereként jutott szóhoz. 2010–11-ben harmincnégy meccs és négy gól jutott neki, a szezon végén már kimaradt a csapatból. 2011–12-ben egy meccset még játszott a Spurs mezében.

#### Stoke City
A Stoke City a 2011-es nyári átigazolási időszak végső periódusában szerződtette a Totteham-ből kimaradó, a válogatottban is kegyét vesztő égimeszelőt. Itt újra alapember lett, de válogatottbeli visszatérése azóta is várat magára, már 5 éve nem húzta fel a címeres mezt.

#### Burnley
2019 január 31.-én aláírt az első osztályban szereplő Burnley csapatához. 2019 nyarán bejelentette visszavonulását.

### Nemzetközi karrier
Az angol válogatottban először 2005. május 31-én léphetett pályára Kolumbia ellenfeleként. Válogatott fellépései 2006-ban voltak a legsikeresebbek, 12 mérkőzésen 11 gólt lőtt ekkoriban. Összesen 42 fellépésén 22-szer vette be az ellenfél kapuját. 2010. november 17-én szerepelt utoljára a válogatottban.

#### Góljai a válogatottban
| #  | Dátum               | Helyszín               | Ellenfél           | Gól | Eredmény | Kiírás               |
| -- | ------------------- | ---------------------- | ------------------ | --- | -------- | -------------------- |
| 1  | 2006. március 1.    | Liverpool, Anglia      | Uruguay            | 1–1 | 2–1      | Barátságos mérkőzés  |
| 2  | 2006. május 30.     | Manchester, Anglia     | Magyarország       | 3–1 | 3–1      | Barátságos mérkőzés  |
| 3  | 2006. június 3.     | Manchester, Anglia     | Jamaica            | 3–0 | 6–0      | Barátságos mérkőzés  |
| 4  | 2006. június 3.     | Manchester, Anglia     | Jamaica            | 5–0 | 6–0      | Barátságos mérkőzés  |
| 5  | 2006. június 3.     | Manchester, Anglia     | Jamaica            | 6–0 | 6–0      | Barátságos mérkőzés  |
| 6  | 2006. június 15.    | Frankfurt, Németország | Trinidad és Tobago | 1–0 | 2–0      | 2006-os vb           |
| 7  | 2006. augusztus 16. | Manchester, Anglia     | Görögország        | 3–0 | 4–0      | Barátságos mérkőzés  |
| 8  | 2006. augusztus 16. | Manchester, Anglia     | Görögország        | 4–0 | 4–0      | Barátságos mérkőzés  |
| 9  | 2006. szeptember 2. | Manchester, Anglia     | Andorra            | 1–0 | 5–0      | 2008-as Eb selejtező |
| 10 | 2006. szeptember 2. | Manchester, Anglia     | Andorra            | 5–0 | 5–0      | 2008-as Eb selejtező |
| 11 | 2006. szeptember 6. | Szkopje, Macedónia     | Észak-Macedónia    | 1–0 | 1–0      | 2008-as Eb selejtező |
| 12 | 2007. június 6.     | Tallinn, Észtország    | Észtország         | 2–0 | 3–0      | 2008-as Eb selejtező |
| 13 | 2007. november 16.  | Bécs, Ausztria         | Ausztria           | 1–0 | 1–0      | Barátságos mérkőzés  |
| 14 | 2007. november 21.  | London, Anglia         | Horvátország       | 2–2 | 2–3      | 2008-as Eb selejtező |
| 15 | 2009. április 1.    | London, Anglia         | Ukrajna            | 1–0 | 2–1      | 2010-es vb selejtező |
| 16 | 2009. június 10.    | London, Anglia         | Andorra            | 6–0 | 6–0      | 2010-es vb selejtező |
| 17 | 2009. október 14.   | London, Anglia         | Fehéroroszország   | 1–0 | 3–0      | 2010-es vb selejtező |
| 18 | 2009. október 14.   | London, Anglia         | Fehéroroszország   | 3–0 | 3–0      | 2010-es vb selejtező |
| 19 | 2010. március 3.    | London, Anglia         | Egyiptom           | 1–1 | 3–1      | Barátságos mérkőzés  |
| 20 | 2010. március 3.    | London, Anglia         | Egyiptom           | 3–1 | 3–1      | Barátságos mérkőzés  |
| 21 | 2010. május 24.     | London, Anglia         | Mexikó             | 2–0 | 3–1      | Barátságos mérkőzés  |
| 22 | 2010. november 17.  | London, Anglia         | Franciaország      | 1-2 | 1-2      | Barátságos mérkőzés  |

## Sikerei, díjai
Norwich
- 2003–04 Division One (másodosztály)

Liverpool
- Győztes
  - 2005–06 FA-kupa
  - 2006 FA Community Shield
- Ezüstérmes
  - 2005 FIFA-klubvilágbajnokság
  - 2006–07 UEFA Bajnokok ligája

## Önéletírása magyarul
- Peter Crouch–Tom Fordyce: Hogyan legyél igazi focista; ford. Kádár Pál; Könyvmolyképző, Szeged, 2020

## Statisztika
2018. május 13.
|                             |                  |                                  |                 |        |                 |       |                 |          |                 |        |                 |       |                 |          |
| Klub                        | Szezon           | League                           | League          | League | Kupa            | Kupa  | Ligakupa        | Ligakupa | Európa          | Európa | Egyéb           | Egyéb | Összesen        | Összesen |
| Klub                        | Szezon           | Bajnokság                        | Pályára lépések | Gólok  | Pályára lépések | Gólok | Pályára lépések | Gólok    | Pályára lépések | Gólok  | Pályára lépések | Gólok | Pályára lépések | Gólok    |
| Tottenham Hotspur           | 1999–2000        | Premier League                   | 0               | 0      | 0               | 0     | 0               | 0        | 0               | 0      | —               | —     | 0               | 0        |
| Dulwich Hamlet (kölcsönben) | 1999–2000        | Isthmian League Premier Division | 6               | 1      | —               | —     | —               | —        | —               | —      | —               | —     | 6               | 1        |
| IFK Hässleholm (kölcsönben) | 2000             | Svéd Division 2                  | 8               | 3      | —               | —     | —               | —        | —               | —      | —               | —     | 8               | 3        |
| Queens Park Rangers         | 2000–2001        | First Division                   | 42              | 10     | 3               | 2     | 2               | 0        | —               | —      | —               | —     | 47              | 12       |
| Portsmouth                  | 2001–2002        | First Division                   | 37              | 18     | 1               | 0     | 1               | 1        | —               | —      | —               | —     | 39              | 19       |
| Aston Villa                 | 2002–2003        | Premier League                   | 7               | 2      | —               | —     | —               | —        | —               | —      | —               | —     | 7               | 2        |
| Aston Villa                 | 2002–2003        | Premier League                   | 14              | 0      | 0               | 0     | 0               | 0        | 0               | —      | —               | 18    | 0               |          |
| Aston Villa                 | 2003–2004        | Premier League                   | 16              | 4      | 0               | 0     | 2               | 0        | —               | —      | —               | —     | 18              | 4        |
| Aston Villa                 | Összesen         | Összesen                         | 37              | 6      | 0               | 0     | 2               | 0        | 4               | 0      | —               | —     | 43              | 6        |
| Norwich City (kölcsönben)   | 2003–2004        | First Division                   | 15              | 4      | —               | —     | —               | —        | —               | —      | —               | —     | 15              | 4        |
| Southampton                 | 2004–2005        | Premier League                   | 27              | 12     | 5               | 4     | 1               | 0        | —               | —      | —               | —     | 33              | 16       |
| Liverpool                   | 2005–2006        | Premier League                   | 32              | 8      | 6               | 3     | 1               | 0        | 8               | 0      | 2               | 2     | 49              | 13       |
| Liverpool                   | 2006–2007        | Premier League                   | 32              | 9      | 1               | 0     | 1               | 1        | 14              | 7      | 1               | 1     | 49              | 18       |
| Liverpool                   | 2007–2008        | Premier League                   | 21              | 5      | 4               | 2     | 3               | 0        | 8               | 4      | —               | —     | 36              | 11       |
| Liverpool                   | összesen         | összesen                         | 85              | 22     | 11              | 5     | 5               | 1        | 30              | 11     | 3               | 3     | 134             | 42       |
| Portsmouth                  | 2008–2009        | Premier League                   | 38              | 11     | 3               | 1     | 1               | 0        | 6               | 4      | 1               | 0     | 49              | 16       |
| Tottenham Hotspur           | 2009–2010        | Premier League                   | 38              | 8      | 6               | 1     | 3               | 4        | —               | —      | —               | —     | 47              | 13       |
| Tottenham Hotspur           | 2010–2011        | Premier League                   | 34              | 4      | 1               | 0     | 0               | 0        | 10              | 7      | —               | —     | 45              | 11       |
| Tottenham Hotspur           | 2011–2012        | Premier League                   | 1               | 0      | —               | —     | —               | —        | 0               | 0      | —               | —     | 1               | 0        |
| Tottenham Hotspur           | Összesen         | Összesen                         | 73              | 12     | 7               | 1     | 3               | 4        | 10              | 7      | 0               | 0     | 93              | 24       |
| Stoke City                  | 2011–2012        | Premier League                   | 32              | 10     | 3               | 2     | 2               | 0        | 3               | 2      | —               | —     | 40              | 14       |
| Stoke City                  | 2012–2013        | Premier League                   | 34              | 7      | 3               | 0     | 1               | 1        | —               | —      | —               | —     | 38              | 8        |
| Stoke City                  | 2013–2014        | Premier League                   | 34              | 8      | 1               | 0     | 3               | 2        | —               | —      | —               | —     | 38              | 10       |
| Stoke City                  | 2014–2015        | Premier League                   | 33              | 8      | 2               | 1     | 3               | 1        | —               | —      | —               | —     | 38              | 10       |
| Stoke City                  | 2015–2016        | Premier League                   | 11              | 0      | 2               | 1     | 5               | 1        | —               | —      | —               | —     | 18              | 2        |
| Stoke City                  | 2016–2017        | Premier League                   | 27              | 7      | 1               | 0     | 1               | 3        | —               | —      | —               | —     | 29              | 10       |
| Stoke City                  | 2017–2018        | Premier League                   | 31              | 5      | 1               | 0     | 2               | 1        | —               | —      | —               | —     | 34              | 6        |
| Stoke City                  | összesen         | összesen                         | 202             | 45     | 13              | 4     | 17              | 9        | 3               | 2      | —               | —     | 235             | 60       |
| Stoke City U23              | 2016–17          | —                                | —               | —      | —               | —     | —               | —        | —               | —      | 1               | 0     | 1               | 0        |
| Karrier összesen            | Karrier összesen | Karrier összesen                 | 550             | 143    | 42              | 17    | 32              | 15       | 53              | 25     | 5               | 3     | 682             | 202      |

## További Információk
- Péter Crouch (angol nyelven). stokecityfc.com
- Péter Crouch (angol nyelven). premierleague.com
- Péter Crouch (angol nyelven). national-football-teams.com
- Péter Crouch (angol nyelven). worldfootball.net